# Kode 291
"Kode 291" var en kode, som svensk politi anvendte til politisager som involverede nyankomne migranter i Sverige i perioden fra 15. oktober 2015 til februar 2016. Koden påførtes rapporter om sådanne sager for at undersøge, hvor stor ekstrabelastning på politiets ressourcer den øgede modtagelse af asylansøgere indebar. I undersøgelsesperioden blev rapporterne hemmeligholdt for pressen og offentligheden, men i dag har offentligheden mulighed for at se omfanget.
Af et internt notat fremgår det, at svensk politi den 26. oktober 2015 indførte en speciel kode således, at sager, hvor den mistænkte eller offeret er migrant eller flygtning, bliver mærket med koden "291" og hemmeligholdt for medierne og offentligheden. Hemmeligholdelsen gælder også forbrydelser og hændelser, som kan forbindes med modtagelsen af flygtninge og migranter. ”Ingenting ska ut”, står der i det interne direktiv, som Dagens Nyheter har læst. Hemmelighedsholdelsesbeslutningen er truffet af politikommissær Håkan Nilsson ved politiets afdeling for kriseberedskab.
Afsløringen af det svenske politis fremgangsmåde kom kort efter, at Dagens Nyheter havde afsløret, at politiet havde undladt at fortælle offentligheden om overgreb på piger ved ungdomsmusikfestivalen "We are Stockholm" i 2014 og 2015.